# Tangi (Pakistan)
Pour les articles homonymes, voir Tangi.
Tangi (en ourdou : تنگی) est un union council et une ville pakistanaise, troisième ville du district de Charsadda, dans la province de Khyber Pakhtunkhwa. Elle est aussi la capitale du tehsil du même nom.
Selon le recensement de 2017, la ville compte 33 012 habitants.